# Riencourt-lès-Cagnicourt
Riencourt-lès-Cagnicourt là một xã trong tỉnh Pas-de-Calais, vùng Hauts-de-France, Pháp.

## Địa lý
Riencourt-lès-Cagnicourt nằm 12 dặm (19 km) về phía đông nam Arras, tại giao lộ của các tuyến đường D13 và D83.

## Dân số
| 1962                                                              | 1968 | 1975 | 1982 | 1990 | 1999 | 2006 |
| ----------------------------------------------------------------- | ---- | ---- | ---- | ---- | ---- | ---- |
| 251                                                               | 279  | 270  | 267  | 255  | 279  | 269  |
| Số liệu điều tra dân số tính từ năm 1962, dân số chỉ tính một lần |      |      |      |      |      |      |

## Địa điểm nổi bật
- Nhà thờ St.Vaast, xây lại sau đệ nhất thế chiến.